# وجيه عبد الحكيم
وجيه عبد الحكيم (مواليد 1 مارس 1998) هو لاعب كرة قدم مصري يلعب في مركز خط الوسط في النادي الإسماعيلي.

## روابط خارجية
- وجيه عبد الحكيم على موقع قاعدة بيانات كرة القدم.إي يو (الإنجليزية)
- وجيه عبد الحكيم على موقع ناشيونال فوتبول تيمز (الإنجليزية)